# 好運RACE
《好運RACE 》韓國Comedy TV的綜藝節目，由利特、許卿煥、李尚民、金日中、張東民、李相俊等人共同主持，節目結合蛇形梯子遊戲與旅行作為主軸。